# Alex Skolnick

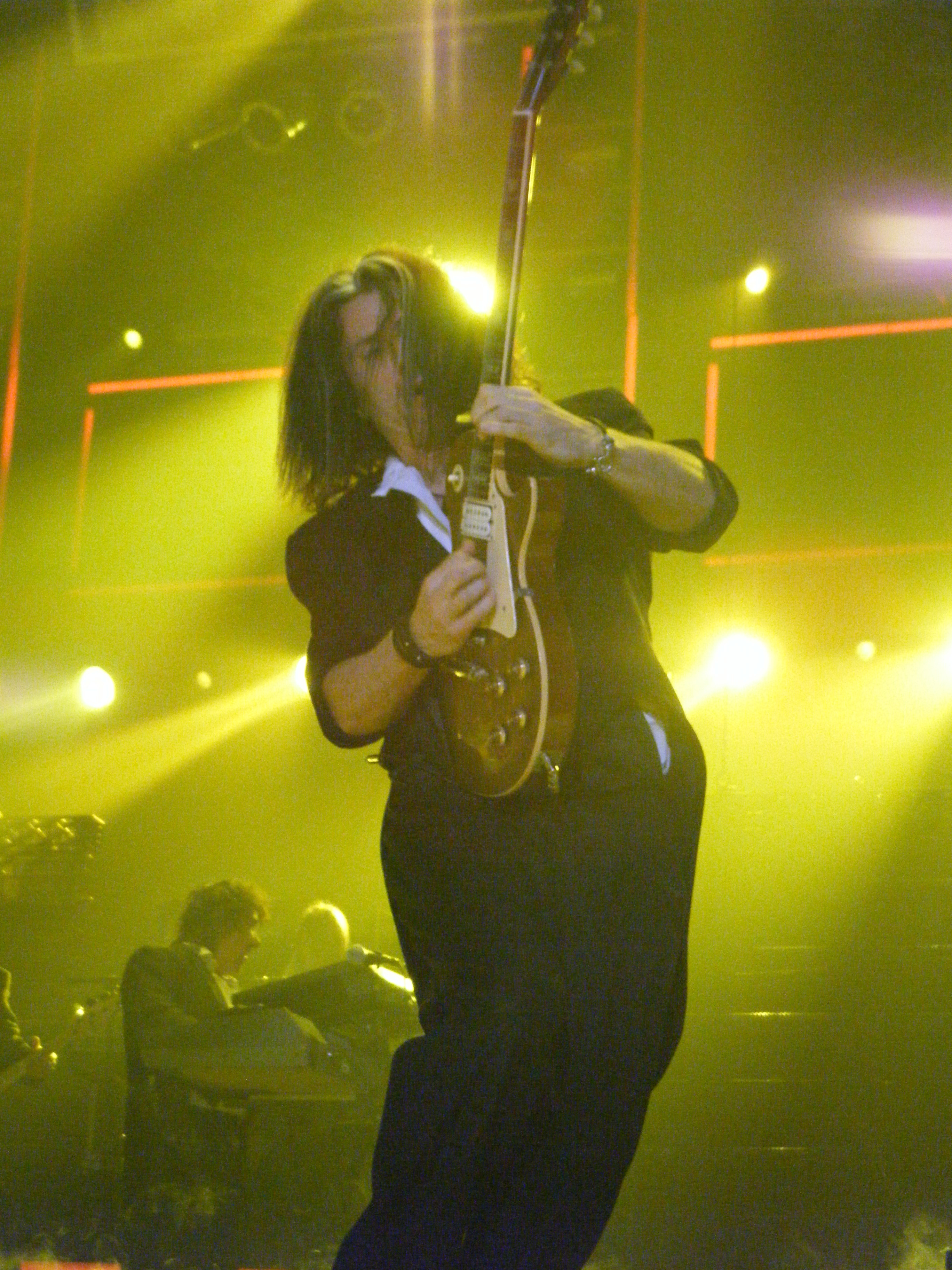
Alex Skolnick met het Trans-Siberian Orchestra, wintertour 2009.

Alex Skolnick (Berkeley (Californië), 29 september 1968) is een Amerikaanse jazz- en rockgitarist.

## Levensloop
Skolnick was vanaf zijn jeugd en ook daarna jaren lid van de thrashmetalband Testament, die hij na ruim negen jaar in 1992 verliet. Vanwege de jonge leeftijd (15) waarop hij bij Testament als leidend gitarist begon, werd hij ook wel 'wonderkind' genoemd. Na de eerste periode bij Testament speelde Skolnick in bands als Savatage, de Stu Hamm-band, The Dream Engine, Attention Deficit en Ozzy Osbourne (1995) en deed hij mee aan allerlei projecten. Skolnick is een gewilde gitarist vanwege zijn aparte gitaarspel en zijn vertrek bij Testament deed de band geen goed, alhoewel ze toch overeind bleven door voornamelijk de constante bandleden Chuck Billy en Eric Peterson.
In 2005 deed Skolnick mee aan de reünietournee van Testament met de daarbij uitgebrachte cd en dvd Live in London.
Vanaf 2004/2005 speelde Skolnick weer vrij constant in Testament en speelde hij ook in de naar hem genoemde (jazz)band "Alex Skolnick Trio", die in 2011 hun vierde album getiteld Veritas uitbracht.
Na drie jaar bracht Testament weer een album uit waar Skolnick bij betrokken was. Het album Dark roots of earth was een idee van Eric Peterson en kwam in Europa uit op 27 juli 2012.
Naast projecten en de bands Testament en Alex Skolnick Trio, speelde Skolnick in 2013 op verzoek van Jon Oliva gitaarsolo's in op diens eerste soloalbum Raise The Curtain.

## Trivia
- Vroeger volgde Skolnick ooit gitaarlessen bij Joe Satriani.
- Skolnick treedt ook weleens op, of speelt gitaarpartijen in, voor het Trans-Siberian Orchestra.
- Skolnick heeft zijn eigen 'signature gitaar', bij Heritage, de 'Alex Skolnick Signature H-150', een gitaar vernoemd naar- en gesigneerd door Alex Skolnick, het is gebaseerd op een H150/157 model.[1][2]
- Skolnick heeft ook bij ESP zijn eigen signature gitaar, Eclipse model.
- De door Skolnick gebruikte gitaren zijn
  - Heritage
  - ESP
  - Gibson Les Paul
  - Ibanez:
    - Ibanez 540 power II
    - Ibanez Saber

## Discografie
- Zie ook: Testament (band)
- Alex Skolnick Trio: 
  - vierde album uit 2011: Vertitas
  - Album uit 2018: Conundrum

In 2016 werkte Skolnick wederom mee aan een studioalbum van Testament, Brotherhood of the Snake, mee.